# Jeugdherbergroute
De Jeugdherbergroute (LF50) was een bewegwijzerde fietsroute van 235 kilometer, die van Bergen op Zoom naar Voeren liep. 
Deze route bestaat niet meer.

De Jeugdherbergroute kwam aan zijn naam doordat de fietsroute langs de jeugdherbergen van Bergen op Zoom, Zoersel, Westerlo, Bokrijk en Voeren loopt.